# Parki stanowe w Stanach Zjednoczonych
Parki stanowe w Stanach Zjednoczonych – obszary chronione częściowo i będące w gestii władz stanowych USA, które z reguły dopuszczają użytkowanie parku jako miejsca wypoczynku, rozrywki i – często – łowiectwa i rybołówstwa. W tym sensie parki stanowe są mniejszą i mniej restrykcyjną formą parków narodowych, tworzoną tam, gdzie znajdują się ciekawe – ze względów widokowych – tereny, które jednak nie zasługują (np. ze względu na obszar) na miano parków narodowych.
Parki stanowe nie są parkami narodowymi ani rezerwatami w potocznym rozumieniu tego słowa. Te drugie zastępowane są przez rezerwaty właściwe (ang. Wilderness refugees) i semi-rezerwaty (ang. forest preserves).
W USA takich parków jest około 3675, jednak w niniejszym zestawieniu ujęte zostały najciekawsze, a ponadto charakterystyczne dla danego stanu. Przykładem tu może być stan Illinois, który nie ma żadnego parku narodowego, natomiast aż 63 parki stanowe o bardzo różnej wielkości, atrakcyjności i stopniu ochronności przyrody.
W zestawieniu nie ujęto lasów państwowych (ang. National Forests), ani lasów stanowych (ang. State Forests). W osobnym zestawieniu znaleźć się też powinny rezerwaty indiańskie (ang. Indian Reservations) oraz piesze szlaki turystyczne (ang. Hiking Trails), które stanowią oddzielną kategorię obszarów chronionych.

## Lista parków stanowych według stanów

### Alabama
| Nazwa parku                                          | Lokalizacja                                      | Powierzchnia | Rok założenia    | Charakterystyka                                                |
| ---------------------------------------------------- | ------------------------------------------------ | ------------ | ---------------- | -------------------------------------------------------------- |
| Bladon Springs                                       | Hrabstwo Choctaw (Alabama)                       | 357 akrów    | 1834             | 4 źródła mineralne (zawierające: siarkę, żelazo, magnez, wapń) |
| Blue Springs                                         | W pobliżu Clio, południowo-wschodnia Alabama     | 103 akrów    |                  | ciepłe źródło                                                  |
| Buck’s Pocket                                        | W głównej grani Appalachów nad jez. Guntersville | 2 000 akrów  | 1924             | Widok na grań Appalachów z "wiszącej" dolinki polodowcowej     |
| Cedar Creek                                          | Hrabstwo Mobile                                  |              |                  | jezioro, bass czarny                                           |
| Chattahoochee                                        | Południowo-wschodnia Alabama                     | 596 akrów    |                  | tereny wędkarskie                                              |
| Cheaha                                               | Hrabstwo Cleburne/Hrabstwo Clay                  | 2799 akrów   | 1933             | lasy, najwyższy szczyt Alabamy                                 |
| Chewacla                                             | Auburn (Alabama)                                 | 696 akrów    |                  | piękne krajobrazy, wodospad Chewacla                           |
| Chickasaw                                            | Hrabstwo Marengo                                 | 520 akrów    |                  |                                                                |
| Claude D Kelley State Park (Little River State Park) | w pobliżu miasta Atmore, Alabama                 | 25 akrów     |                  | jezioro                                                        |
| De Soto                                              | W pobliżu Fort Payne                             | 3000 akrów   | lata 30. XX w.   | piękne krajobrazy;lasy,jeziora, tereny górskie                 |
| Desoto lake                                          | Hrabstwo DeKalb (Alabama)                        |              |                  | jezioro                                                        |
| Elk River Lodge                                      | Hrabstwo Limestone                               |              |                  | wędkarstwo, sporty wodne                                       |
| Florala                                              | Hrabstwo Covington                               | 40 akrów     | 1970             | jezioro (Lake Jackson)                                         |
| Fort Toulouse                                        | W pobliżu Elmore, Alabama                        | 254 akrów    |                  | lasy sosnowe, rzeka                                            |
| Gulf State Park                                      | Hrabstwo Baldwin (Alabama), południe             | 6150         |                  | bagna, jezioro, plaża                                          |
| Lake Guntersville                                    | nad brzegami jez. Guntersville                   | 66 500 akrów | 1939             | Zalesiona dolina w górach                                      |
| Monte Sano                                           | Pobliże Huntsville                               | 2 140 akrów  | 25 sierpnia 1938 | Las na zboczach góry Mt. Sano                                  |

### Alaska
| Nazwa parku  | Lokalizacja                                    | Powierzchnia  | Rok założenia | Charakterystyka                                        |
| ------------ | ---------------------------------------------- | ------------- | ------------- | ------------------------------------------------------ |
| Denali       | przylega od wschodu do Parku Narodowego Denali | 325 240 akrów | 1970          | Lasy, lodowce, widoki na najwyższy szczyt Ameryki      |
| Kachemak Bay | k. miejscowości Homer                          | 12 000 akrów  | 1948          | Ostoja wydry, niedźwiedzia, łososia, trasy wycieczkowe |

### Arizona
| Nazwa parku    | Lokalizacja               | Powierzchnia | Rok założenia | Charakterystyka                          |
| -------------- | ------------------------- | ------------ | ------------- | ---------------------------------------- |
| Fort Verde     | W miejscowości Camp Verde | 10 akrów     | 1970          | Fort z okresu wojen z Indianami w XIX w. |
| Patagonia Lake | Na południe od Patagonii  | 250 akrów    | 2003          | Sztuczne jezioro w sercu pustyni         |
| Roper Lake     | Na południe od Saffer     |              | 1973          | Wody mineralne, gorące źródła            |

### Arkansas
| Nazwa parku        | Lokalizacja                | Powierzchnia | Rok założenia | Charakterystyka                            |
| ------------------ | -------------------------- | ------------ | ------------- | ------------------------------------------ |
| Crater of Diamonds | Koło Murfeesboro           | 573 akry     | 1960          | Stara kopalnia odkrywkowa diamentów        |
| Mammoth Spring     | Obok miasta Mammoth Spring | 69 000 akrów | 1957          | Potężne źródła rzeki Spring w górach Ozark |

### Connecticut
| Nazwa parku    | Lokalizacja             | Powierzchnia | Rok założenia | Charakterystyka                        |
| -------------- | ----------------------- | ------------ | ------------- | -------------------------------------- |
| Black Rock     | W Watertown             | 443 akry     | 1926          | Lasy wokół niewielkiego jeziora        |
| Sleeping Giant | Na północ od New Heaven | 1 500 akrów  | 1924          | Wzgórze w kształcie leżącego człowieka |

### Dakota Południowa
| Nazwa parku | Lokalizacja       | Powierzchnia | Rok założenia | Charakterystyka                                       |
| ----------- | ----------------- | ------------ | ------------- | ----------------------------------------------------- |
| Custer      | W Górach Czarnych | 71 000 akrów | 1919          | Pomnik Szalonego Konia, preria ze stadem 1500 bizonów |

### Dakota Północna
| Nazwa parku   | Lokalizacja                    | Powierzchnia | Rok założenia | Charakterystyka                                          |
| ------------- | ------------------------------ | ------------ | ------------- | -------------------------------------------------------- |
| Beaver’s Lake | 17 mil na południe od Napoleon | 283 akry     | 1930          | Preria nad brzegiem sztucznego zbiornika na Beaver Creek |

### Delaware
| Nazwa parku      | Lokalizacja             | Powierzchnia | Rok założenia | Charakterystyka                |
| ---------------- | ----------------------- | ------------ | ------------- | ------------------------------ |
| Brandywine Creek | Na północ od Wilmington | 933 akry     | 1865          | Lasy, bagna, ostoja jastrzębia |

### Floryda
| Nazwa parku       | Lokalizacja                                                              | Powierzchnia     | Rok założenia | Charakterystyka                                          |
| ----------------- | ------------------------------------------------------------------------ | ---------------- | ------------- | -------------------------------------------------------- |
| Bahia Honda       | 12 mil na poł. od Marathon, jedna z większych wysp łańcucha Florida Keys | 524 akry         | 1961          | Subtropikalna przyroda – ostoja żółwi jastrzębiodziobych |
| Big Talbot Island | Wyspa na Atlantyku, k. Jacksonville                                      |                  | 1984          | Zwały drewna (ang. driftwood) wyrzuconego przez fale     |
| Blackwater River  | Płn.-zach. kraniec stanu                                                 | 590 akrów        |               | Krystalicznie czysta rzeka                               |
| Blue Spring       | Orange City                                                              |                  | 1972          | Jedno z nielicznych siedlisk manatów                     |
| Bulow Creek       | W pobliżu Ormond Beach                                                   | 3 230 akrów      | 1981          | Ostoja dębów                                             |
| Caladesi Island   | 6 wysepek w Zat. Meksykańskiej                                           | 668 + 2500 akrów | 1972          | Roślinność wydmowa i namorzyny                           |
| Cayo Costa        | Wysepka w Zat. Meksykańskiej                                             | 2506 akrów       | 1966          | Zagajniki sosnowe i palmowe; dostęp tylko własną łodzią  |
| Collier-Seminole  | Koło Charlotte Harbor – jedna z wysp barierowych                         | 6430 akrów       | 1947          | bagna i palma królewska, liczna zwierzyna                |
| De Leon Springs   | W De Leon Springs nad Atlantykiem                                        | 603 akry         | 1982          | Kąpielisko zasilane z silnego źródła                     |
| Econfina River    | Nad Zat. Meksykańską                                                     | 3377 akrów       |               | Lasy sosnowe i słone bagna                               |
| Egmont Key        | Wyspa w Zat. Tampa                                                       | 300 akrów        | 1989          | Żółwie i ptactwo morskie, kolibry                        |
| Faver-Dykes       | W pobliżu St. Augustine                                                  | 1450 akrów       |               | Rysie, jelenie, dzikie indyki, jastrzębie                |
| Florida Caverns   | 3 m. od Marianna                                                         | 1300 akrów       | 1973          | Widowiskowe jaskinie – ostoja nietoperzy                 |
| Fort Clinch       | Koło Fernandina Beach                                                    | 1100 akrów       | 1935          | Fort z czasów wojny secesyjnej                           |
| Fort Cooper       | 2 mile na płd. od Inverness                                              | 40 akrów         | 1972          | Fort zbudowany w 1836 r. podczas 2. wojny z Seminolami   |
| Gold Head Branch  | Niedaleko Gainesville                                                    | 2000 akrów       | 1939          | Ostoja ptactwa i zwierzyny leśnej                        |
| Guana River       | Niedaleko St. Augustine                                                  | 2400 akrów       | 1978          | Wyspa barierowa nad Atlantykiem                          |
| Highlands Hammock | Niedaleko Sebring                                                        | 2900 akrów       | 1931          | Najstarsze dęby na Florydzie                             |

### Georgia
| Nazwa parku     | Lokalizacja                                     | Powierzchnia | Rok założenia | Charakterystyka                            |
| --------------- | ----------------------------------------------- | ------------ | ------------- | ------------------------------------------ |
| Amicalola       | Pogórze Appalachów, 100 km na północ od Atlanty | 829 akrów    | 1950          | Wodospad Amicalola                         |
| F.D. Roosevelta | 120 na południe km od Atlanty                   | 9049 akrów   | 1934          | Źródła termalne                            |
| Kopce Kolomoki  | 120 na południe km od Atlanty                   | 12 909 akrów | 1966          | Kopce cywilizacji prekolumbijskich         |
| Stone Mountain  | 120 km na południe od Columbus,                 | 3200 akrów   | 1958          | Monumentalna rzeźba bohaterów Konfederacji |

### Hawaje
| Nazwa parku | Lokalizacja | Powierzchnia | Rok założenia | Charakterystyka |
| ----------- | ----------- | ------------ | ------------- | --------------- |
|             |             |              |               |                 |

### Idaho
| Nazwa parku | Lokalizacja | Powierzchnia | Rok założenia | Charakterystyka |
| ----------- | ----------- | ------------ | ------------- | --------------- |
|             |             |              |               |                 |

### Illinois
| Nazwa parku        | Lokalizacja                                           | Powierzchnia | Rok założenia | Charakterystyka                                                                      |
| ------------------ | ----------------------------------------------------- | ------------ | ------------- | ------------------------------------------------------------------------------------ |
| Apple River Canyon | Północny obszar stanu                                 | 297 akrów    | 1932          | Przełom rzeki Apple przez pasmo wapiennych skał                                      |
| Chain O’Lakes      | Północny obszar stanu                                 | 6023 akry    | 1945          | Pojezierze na północ od Chicago                                                      |
| Illini             | Nad rzeką Illinois                                    | 510 akrów    | 1934          | Tereny polodowcowe i pokłady węgla.                                                  |
| Matthiessen        | Przylega do Starved Rock S.P.                         | 1938 akrów   |               | Zalesione wzgórza i głębokie wąwozy.                                                 |
| Starved Rock       | nad rzeką Illinois, ok. 60 mil na południe od Chicago | 2639 akrów   | 1914          | Skały wapienne wypiętrzone na 125 m; miejsce głodowej śmierci otoczonych wojowników. |
| White Pines Forest | Na zachód od Chicago                                  | 385 akrów    | 1927          | Najdalsza na południe ostoja sosny wejmutki w Illinois.                              |

### Indiana
| Nazwa parku       | Lokalizacja                    | Powierzchnia | Rok założenia | Charakterystyka                                |
| ----------------- | ------------------------------ | ------------ | ------------- | ---------------------------------------------- |
| Brown County      | W pobliżu Columbus             | 3660 akrów   | ?             | Najwyższe wzniesienie w środkowej części stanu |
| Chain O’Lakes     |                                | 2718 akrów   | 1960          |                                                |
| Falls of the Ohio | W pobliżu Louisville, Kentucky | 165 akrów    | 1990          | Złoża skamielin z okresu dewonu                |
| Indiana Dunes     | Nad jeziorem Michigan          | 2182 akry    | 1925          | Piaszczyste wydmy nad jeziorem Michigan        |

### Iowa
| Nazwa parku | Lokalizacja                    | Powierzchnia | Rok założenia | Charakterystyka                          |
| ----------- | ------------------------------ | ------------ | ------------- | ---------------------------------------- |
| Elk Rock    | 100 km na wschód od Des Moines |              | ?             | Nad brzegami jeziora zaporowego Red Rock |

### Kalifornia
| Nazwa parku              | Lokalizacja                                                             | Powierzchnia | Rok założenia | Charakterystyka                                                                                               |
| ------------------------ | ----------------------------------------------------------------------- | ------------ | ------------- | --- |
| Andrew Molera            | 200 km na południe od San Francisco                                     | 4766 akrów   | 1965          | Wybrzeże klifowe oceanu Spokojnego                                                                            |
| Annadel                  | 100 km na północ od San Francisco, 10 km na wschód od Santa Rosa        | 5092 akrów   | 1971          | Krajobraz, roślinność oraz miejsce pozyskiwania obsydianu przez Indian                                        |
| Angel Island             | Zatoka San Francisco 7 km na północ od San Francisco                    | 766 akrów    | 1962          | Wyspa, miejsce urzędu imigracyjnego dla przybyszów z Azji od 1975 roku, obecnie National Historic Landmark    |
| Ahjumawi Lava Springs    | 474 km na północ od San Francisco, 135 km na północny wschód od Redding | 5930 akrów   | 1975          | Wody, bloki bazaltu, pola z lawy po wybuchu sprzed 2500 lat                                                   |
| Año Nuevo State Park     | 80 km na południe od miasta San Francisco                               | 4000 akrów   | 2008          | Wybrzeże klifowe z obficie występującymi słoniami morskimi i uchatkami kalifornijskimi oraz morskimi wydrami. |
| Del Norte Coast Redwoods | Na południe od miasta Crescent City                                     | 25 000 akrów | 1925          | Wybrzeże klifowe oraz pas lasu z kolekcją sekwoi                                                              |
| Jedediah Smith Redwoods  | 14 km na wschód od miasta Crescent City                                 | 10 000 akrów | 1925          | Lasy z okazałymi sekwojami na bogato rzeźbionym terenie z rzekami Smith River i Mill Creek                    |
| Malibu Creek             | 40 km od centrum Los Angeles                                            | 8000 akrów   | 1923          | Zalesione brzegi potoku Malibu Creek                                                                          |
| Prairie Creek Redwood    | 80 km na północ od miasta Eureka                                        | 14 000 akrów | 1925          | Nabrzeżny pas lasu z olbrzymią kolekcją sekwoi                                                                |

### Kansas
| Nazwa parku | Lokalizacja | Powierzchnia | Rok założenia | Charakterystyka |
| ----------- | ----------- | ------------ | ------------- | --------------- |
|             |             |              |               |                 |

### Karolina Południowa
| Nazwa parku                              | Lokalizacja                           | Powierzchnia | Rok założenia | Charakterystyka                                                                       |
| ---------------------------------------- | ------------------------------------- | ------------ | ------------- | ------------------------------------------------------------------------------------- |
| Park stanowy Huntington Beach State Park | pobliże Murrells Inlet, Płd. Karolina | 2500 akrów   |               | Publiczna plaża i zalew z krokodylami i dzikimi ptakami (300 gatunków), słone jeziora |

### Karolina Północna
| Nazwa parku | Lokalizacja | Powierzchnia | Rok założenia | Charakterystyka |
| ----------- | ----------- | ------------ | ------------- | --------------- |
|             |             |              |               |                 |

### Kentucky
| Nazwa parku | Lokalizacja | Powierzchnia | Rok założenia | Charakterystyka |
| ----------- | ----------- | ------------ | ------------- | --------------- |
|             |             |              |               |                 |

### Kolorado
| Nazwa parku                                       | Lokalizacja                                                        | Powierzchnia              | Rok założenia | Charakterystyka |
| ------------------------------------------------- | ------------------------------------------------------------------ | ------------------------- | ------------- | --- |
|                                                   |                                                                    |                           |               | |
| Jeziora Barr (Barr Lake State Park)               | Hrabstwo Taylor, na przedmieściach Brighton                        | 2715 akrów (10,99 km²)    | 1977          | szlaki piesze i ścieżki rowerowe wokół jeziora Barr ha którym jest możliwość uprawiania sportów wodnych oraz obserwacji przyrodniczych |
| Kanionu Castlewood (Castlewood Canyon State Park) | Hrabstwo Douglas, kilkanaście km od Castle Rock                    | 2621 akrów (10,61 km²)    | 1964          | szlaki piesze oraz możliwość obserwacji atrakcji przyrodniczych i krajobrazowych na wysokości ponad 2000 m n.p.m.. |
| Chatfield (Chatfield State Park)                  | Hrabstwo Jefferson, na przedmieściach Denver                       | 3895 akrów (15,76 km²)    | 1975          | szlaki piesze oraz trasy wycieczek konnych wokół zbiornika Chatfield Lake |
| Gór Cheyenne (Cheyenne Mountain State Park)       | Hrabstwo El Paso, na południe od Colorado Springs                  | 1680 akrów (6,8 km²)      | 2006          | szlaki piesze, trasy kolarstwa górskiego, punkty widokowe w północno-wschodniej części Cheyenne Mountain |
| State Forest (State Forest State Park)            | Hrabstwo Jackson, Hrabstwo Larimer, na południowy wschód od Walden | 70 838 akrów (286,67 km²) | 1970          | największy park stanowy w Kolorado, na wschodzie graniczący z parkiem narodowym Gór Skalistych, liczne szlaki piesze, trasy kolarstwa górskiego, jeździectwa, trasy samochodów z napędem na cztery koła, punkty widokowe w Górach Skalistych, w zimie narciarstwo zjazdowe i biegowe |

### Luizjana
| Nazwa parku | Lokalizacja | Powierzchnia | Rok założenia | Charakterystyka |
| ----------- | ----------- | ------------ | ------------- | --------------- |
|             |             |              |               |                 |

### Maine
| Nazwa parku | Lokalizacja | Powierzchnia | Rok założenia | Charakterystyka |
| ----------- | ----------- | ------------ | ------------- | --------------- |
|             |             |              |               |                 |

### Maryland
| Nazwa parku         | Lokalizacja                     | Powierzchnia | Rok założenia | Charakterystyka                                                                            |
| ------------------- | ------------------------------- | ------------ | ------------- | ------------------------------------------------------------------------------------------ |
| Cunningham Falls    | hrabstwo Frederick              | 20,02 km²    | 1954          | Wodospad, historyczne ruiny, szlaki turystyczne                                            |
| Deep Creek Lake     | hrabstwo Garrett                | 7,36 km²     |               | Jezioro, sporty wodne, szlaki turystyczne, kemping                                         |
| Gambrill            | hrabstwo Frederick              | 4,60 km²     | 1934          | Szlaki turystyczne                                                                         |
| Herrington Manor    | hrabstwo Garrett                | 1,48 km²     | 1964          | Jezioro, sporty wodne, szlaki turystyczne, domki kempingowe                                |
| Seneca Creek        | hrabstwo Montgomery             | 25,45 km²    |               | Jezioro, historyczne ruiny, disc golf, kolarstwo i kajakarstwo górskie, szlaki turystyczne |
| South Mountain      | hrabstwa Frederick i Washington | 32,53 km²    |               | Odcinek szlaku Appalachów, pole bitwy pod South Mountain                                   |
| Washington Monument | hrabstwo Washington             | 0,59 km²     | 1934          | Pierwszy w USA pomnik na cześć George’a Washingtona, odcinek szlaku Appalachów             |

### Massachusetts
| Nazwa parku | Lokalizacja | Powierzchnia | Rok założenia | Charakterystyka |
| ----------- | ----------- | ------------ | ------------- | --------------- |
|             |             |              |               |                 |

### Michigan
| Nazwa parku        | Lokalizacja                                        | Powierzchnia | Rok założenia | Charakterystyka |
| ------------------ | -------------------------------------------------- | ------------ | ------------- | --- |
| Tahquamenon Falls  | w pobliżu miejscowości Paradise                    | 40 000 akrów | 1938          | Obszar wzdłuż rzeki Tahquamenon na odcinku blisko 13 kilometrów. Na terenie parku znajdują się dwa wodospady: górny i dolny, które łącznie stanowią jeden z największych wodospadów Ameryki Północnej na wschód od doliny rzeki Missisipi. |
| Albert E. Sleeper  | Na płn.-wsch. od Caseville                         | 723 akry     |               | Piaszczyste plaże. |
| Algonac            | 2 mile na północ od Algonac                        | 1407 akrów   | 1937          | Miejsce obserwowania wielkich frachtowców. |
| Aloha              | Koło miejsc. Aloha                                 | 1760 akrów   | 1923          | Plaże jeziora Mullet. |
| Baraga             | Nad zatoką Keweenaw Jeziora Górnego                | 137 akrów    |               | Wspaniałe widoki na wody wielkiego jeziora. |
| Bay City           | Na północ od Bay City                              | 263 akry     |               | |
| Bewabic            | 4 mile na zach. od Cristal Falls                   | 144 akry     |               | Tereny leśne. |
| Brimley            | Koło Brimley                                       | 270 akrów    |               | Plaża nad Zat. Whitefish. Widok Kanady. |
| Burt Lake          | Nad rzeką Indian                                   | 375 akrów    |               | Wędkowanie na szczupaka. |
| Cambridge          | Koło Cambridge Junction                            | Nie podano   |               | Tawerna Walkera. |
| Charles Mears      | W pobliżu Pentwater                                |              |               | Wybrzeże jeziora Michigan |
| Cheboygan          | Wybrzeże jeziora Huron                             | 1250 akrów   | 1930          | Latarnia morska, plaże nad zat. Duncan Bay |
| Clear Lake         | 15 km od Atlanty                                   |              |               | Teren pagórkowaty, liczne szlaki piesze |
| Duck Lake          | Koło miejscowości Whitehall                        |              |               | Aktualnie w rozbudowie |
| F.J. McLain        | 11 km od Hancock                                   | 443 akrów    |               | Miejsce na pikniki i grilowanie |
| Fayette            | W pobliżu Garden                                   |              |               | Opuszczone miasto, dawne centrum odlewnictwa |
| Fisherman’s Island | Okolica Charlevoix                                 |              |               | Plaże nad jeziorem Michigan |
| Fort Milkins       | W zatoce Copper Harbor                             |              |               | Dawny fort nad jeziorem Fanny Hooe |
| Grand Haven        | Koło Grand Haven                                   |              |               | Plaże, miejsca do wędkowania |
| Grand Mere         | Koło miejscowości Stevensville                     |              |               | Kilka jezior wśród lasów |
| Silver Lake        | Koło miejscowości Golden Township (Mears)          | 2936 akrów   | 1920          | Lasy i wydmy |
| Harrisville        | Wybrzeże jeziora Huron, na południe od Harrisville | 107 akrów    | 1921          | Lasy i wydmy |

### Minnesota
| Nazwa parku    | Lokalizacja             | Powierzchnia | Rok założenia | Charakterystyka                                                                 |
| -------------- | ----------------------- | ------------ | ------------- | ------------------------------------------------------------------------------- |
| Big Stone Lake | Na północ od Ortonville | 1131 akrów   | 1961          | Obejmuje część jeziora Big Stone Lake, na granicy Minnesoty z Dakotą Południową |

### Missisipi
| Nazwa parku | Lokalizacja | Powierzchnia | Rok założenia | Charakterystyka |
| ----------- | ----------- | ------------ | ------------- | --------------- |
|             |             |              |               |                 |

### Missouri
| Nazwa parku | Lokalizacja | Powierzchnia | Rok założenia | Charakterystyka |
| ----------- | ----------- | ------------ | ------------- | --------------- |
|             |             |              |               |                 |

### Montana
| Nazwa parku             | Lokalizacja            | Powierzchnia | Rok założenia | Charakterystyka |
| ----------------------- | ---------------------- | ------------ | ------------- | --------------- |
| Lewis and Clark Caverns | Na wschód od Whitehall | 11,82 km²    | 1941          | Jaskinie        |

### Nebraska
| Nazwa parku | Lokalizacja | Powierzchnia | Rok założenia | Charakterystyka |
| ----------- | ----------- | ------------ | ------------- | --------------- |
|             |             |              |               |                 |

### Nevada
| Nazwa parku                             | Lokalizacja                     | Powierzchnia | Rok założenia | Charakterystyka |  |
| --------------------------------------- | ------------------------------- | ------------ | ------------- | --- |  |
| Beaver Dam                              | Na wschód od Panaca             | 2393 akry    | 1935          | |  |
| Berlin-Ichthyosaur                      | Na wschód od Gabbs              | 1153 akry    | 1955          | Opuszczone miasto, skamieliny dinozaurów                                                                           |  |
| Cave Lake                               | Niedaleko Ely                   | 32 akry      |               | |  |
| Fort Churchill State Historic Park      | Na południe od Silver Springs   | 34 200 akrów | 1957          | Ochrona Fortu Churchill powstałego dla Armii Stanów Zjednoczonych w 1861 roku, w celu ochrony pierwszych osadników |  |
| Kanion Echa                             | Na wschód od Pioche             | 1080 akrów   | 1970          | |  |
| Valley of Fire                          | Na północny wschód od Las Vegas | 34 880 akrów | 1935          | |  |
| Ward Charcoal Ovens State Historic Park | 29 km na południe od Ely        |              | 1971          | Ochrona zabytkowych pieców do produkcji węgla drzewnego w kształcie uli.                                           |  |

### New Hampshire
| Nazwa parku | Lokalizacja | Powierzchnia | Rok założenia | Charakterystyka |
| ----------- | ----------- | ------------ | ------------- | --------------- |
|             |             |              |               |                 |

### New Jersey
| Nazwa parku | Lokalizacja | Powierzchnia | Rok założenia | Charakterystyka |
| ----------- | ----------- | ------------ | ------------- | --------------- |
|             |             |              |               |                 |

### Nowy Jork
| Nazwa parku                | Lokalizacja   | Powierzchnia | Rok założenia | Charakterystyka  |
| -------------------------- | ------------- | ------------ | ------------- | ---------------- |
|                            |               |              |               |                  |
| Park stanowy Niagara Falls | Niagara Falls | 221 akrów    | 1885          | Wodospad Niagara |

### Nowy Meksyk
| Nazwa parku | Lokalizacja | Powierzchnia | Rok założenia | Charakterystyka |
| ----------- | ----------- | ------------ | ------------- | --------------- |
|             |             |              |               |                 |

### Ohio
| Nazwa parku | Lokalizacja | Powierzchnia | Rok założenia | Charakterystyka |
| ----------- | ----------- | ------------ | ------------- | --------------- |
|             |             |              |               |                 |

### Oklahoma
| Nazwa parku | Lokalizacja | Powierzchnia | Rok założenia | Charakterystyka |
| ----------- | ----------- | ------------ | ------------- | --------------- |
|             |             |              |               |                 |

### Oregon
| Nazwa parku | Lokalizacja | Powierzchnia | Rok założenia | Charakterystyka |
| ----------- | ----------- | ------------ | ------------- | --------------- |
|             |             |              |               |                 |

### Pensylwania
| Nazwa parku | Lokalizacja | Powierzchnia | Rok założenia | Charakterystyka |
| ----------- | ----------- | ------------ | ------------- | --------------- |
|             |             |              |               |                 |

### Rhode Island
| Nazwa parku | Lokalizacja | Powierzchnia | Rok założenia | Charakterystyka |
| ----------- | ----------- | ------------ | ------------- | --------------- |
|             |             |              |               |                 |

### Teksas
| Nazwa parku                                                                    | Lokalizacja                          | Powierzchnia               | Rok założenia | Charakterystyka |
| ------------------------------------------------------------------------------ | ------------------------------------ | -------------------------- | ------------- | --- |
|                                                                                |                                      |                            |               | |
| Park stanowy Abilene (Abilene State Park)                                      | Hrabstwo Taylor                      | 529,4 akrów                | 1934          | lasy i zarośla prerii oraz terenu półpustynnego otaczającego jezioro Abilene                                                          |
| Park stanowy Atlanta (Atlanta State Park)                                      | Hrabstwo Cass                        | 1475 akrów (597 ha)        | 1954          | lasy sosnowe, wybrzeże jeziora Wright Patman                                                                                          |
| Park stanowy Balmorhea (Balmorhea State Park)                                  | Hrabstwo Reeves                      | 46 akrów (19 ha)           | 1968          | źródła rzeki San Solomon, podmokły rejon na terenie pustynnym (Pustynia Chihuahua)                                                    |
| Park stanowy Big Bend Ranch                                                    | Hrabstwo Presidio, Hrabstwo Brewster | 1091 km²                   | 1988          | Pustynia Chihuahua, 70 mil dróg przystosowanych dla pojazdów z napędem na cztery koła, trasy rowerowe, jeździeckie, spływy Rio Grande |
| Park stanowy Bastrop (Bastrop State Park)                                      | Hrabstwo Bastrop                     | 6600 akrów (2671 ha)       | 1933          | lasy sosnowo-dębowe (Sosna taeda i Quercus stellata) i jezioro Bastrop                                                                |
| Park stanowy Bentsena-Doliny Rio Grande (Bentsen-Rio Grande Valley State Park) | Hrabstwo Hidalgo                     | 764 akrów (309 ha)         | 1944          | dolina rzeki Rio Grande, miejsce migracji ptaków                                                                                      |
| Park stanowy Big Spring (Big Spring State Park)                                | Hrabstwo Howard                      | 35 663 akrów (14 432,3 ha) | 1936          | północny, skalisty kraniec Płaskowyżu Edwardsa, trasy wspinaczkowe, spacerowe oraz kolarstwa górskiego                                |
| Park stanowy Blanco (Blanco State Park)                                        | Hrabstwo Blanco                      | 104,6 akrów (42,3 ha)      | 1934          | około 1,6 km długości dolina rzeki Rio Blanco z jej kaskadami                                                                         |
| Park stanowy Jeziora Tawakoni                                                  | Hrabstwo Hunt                        | 376,3 akrów                | 1984          | lasy dębowe, małe obszary prerii wysokotrawiastej                                                                                     |

### Tennessee
| Nazwa parku | Lokalizacja | Powierzchnia | Rok założenia | Charakterystyka |
| ----------- | ----------- | ------------ | ------------- | --------------- |
|             |             |              |               |                 |

### Utah
| Nazwa parku                      | Lokalizacja                         | Powierzchnia | Rok założenia | Charakterystyka                                                                    |
| -------------------------------- | ----------------------------------- | ------------ | ------------- | ---------------------------------------------------------------------------------- |
| Antelope Island                  |                                     | 28 022 akry  |               | Największa wyspa na Wielkim Jeziorze Słonym                                        |
| Dead Horse Point                 |                                     | 5362 akry    |               | Punkty widokowe na rzekę Colorado                                                  |
| Escalante Petrified Forest       | Na północ od miejscowości Escalante | 1784 akry    |               | Skrzemieniałe drewno, skamieniałości dinozaurów, zbiornik retencyjny, sporty wodne |
| Goosenecks State Park            | Hrabstwo San Juan                   | 10 akrów     | 1962          | Punkty widokowe na meandry rzeki San Juan                                          |
| Coral Pink Sand Dunes State Park | Hrabstwo Kane                       | 3730 akrów   | 1968          | Koralowe wydmy piaszczyste otoczone czerwonymi skałami                             |
| Kodachrome Basin                 |                                     | 4000 akrów   | 1962          | Formacje geologiczne                                                               |

### Vermont
| Nazwa parku | Lokalizacja | Powierzchnia | Rok założenia | Charakterystyka |
| ----------- | ----------- | ------------ | ------------- | --------------- |
|             |             |              |               |                 |

### Waszyngton
| Nazwa parku                                           | Lokalizacja                                                        | Powierzchnia                                      | Rok założenia | Charakterystyka |
| ----------------------------------------------------- | ------------------------------------------------------------------ | ------------------------------------------------- | ------------- | --- |
|                                                       |                                                                    |                                                   |               | |
| Park stanowy Alta Lake (Alta Lake State Park)         | Hrabstwo Okanogan                                                  | 181 akrów (73 ha), kilka km na zachód od Brewster | 1951          | jeziora i las iglasty oraz teren półpustynny otaczający park Alta Lake                                                                                       |
| Park stanowy Anderson Lake (Anderson Lake State Park) | Hrabstwo Jefferson, kilka km na wschód od Parku Narodowego Olympic | 476 akrów (193 ha)                                |               | lasy olchowe, wybrzeże jeziora, marsze, mokradła |
| Park stanowy Wallace Falls (Wallace Falls State Park) | Hrabstwo Snohomish, około 50 km na północny wschód od Seattle      | 4735 akrów (1916 ha)                              |               | Camping, oraz wybrzeże rzeki Wallace oraz jeziora Wallace Lake wraz z ponad 120 m długości wodospadem kaskadowym, w parku także szlaki piesze i wspinaczkowe |

### Wirginia
| Nazwa parku                | Lokalizacja              | Powierzchnia    | Rok założenia | Charakterystyka                                  |
| -------------------------- | ------------------------ | --------------- | ------------- | ------------------------------------------------ |
| Bear Creek Lake            |                          | 326,4 akra      | 1940          |                                                  |
| Belle Isle                 | Hrabstwo Lancaster       | 733 akry        |               |                                                  |
| Chippokes Plantation       |                          | 1683 akry       |               |                                                  |
| Clayton Lake               |                          | 472 akry        |               |                                                  |
| Douthat                    |                          | 4493 akry       | 1936          |                                                  |
| Fairy Stone                |                          | 4537 akrów      | 1936          |                                                  |
| False Cape                 |                          | 4321 akrów      |               |                                                  |
| First Landing              | Niedaleko Virginia Beach | 2888 akrów      | 1936          | Miejsce pierwszego lądowania osadników w 1607 r. |
| Grayson Highlands          |                          | 4822 akry       | 1965          |                                                  |
| Holliday Lake              |                          | 250 akrów       |               |                                                  |
| Hungry Mother              |                          |                 | 1936          |                                                  |
| James River                |                          | 1500 akrów      |               |                                                  |
| Kiptopeke State            |                          | 540 akrów       |               |                                                  |
| Lake Anna                  |                          | 2810 akrów      |               |                                                  |
| Leesylvania                |                          | 508 akrów       |               |                                                  |
| Mason Neck                 |                          | 1814 akrów      | 1985          |                                                  |
| Natural Tunnel             |                          | 850 akrów       |               |                                                  |
| New River Traial           |                          | 765 akrów       |               |                                                  |
| Occoneechee                |                          | 2698 akrów      |               |                                                  |
| Pocahontas                 |                          | 7691 akrów      |               |                                                  |
| Sailor’s Creek Battlefield |                          | 321 akrów       |               |                                                  |
| Shenandoah River           |                          | 1604 akry       |               |                                                  |
| Sky Meadows                |                          | 1862 akry       | 1983          |                                                  |
| Smith Mountain Lake        |                          | 1248 akrów      |               |                                                  |
| Southwest Virginia Museum  |                          |                 |               |                                                  |
| Staunton River             |                          | 1597 akrów      | 1936          |                                                  |
| Staunton River Battlefield |                          | 300 akrów       |               |                                                  |
| Twin Lakes                 |                          | 495 akrów       |               |                                                  |
| Westmoreland               |                          | 1299 akrów      | 1936          |                                                  |
| Wilderness Road            |                          | około 200 akrów |               |                                                  |
| York River                 |                          | 2550 akrów      | 1980          |                                                  |

### Wirginia Zachodnia
| Nazwa parku | Lokalizacja | Powierzchnia | Rok założenia | Charakterystyka |
| ----------- | ----------- | ------------ | ------------- | --------------- |
|             |             |              |               |                 |

### Wisconsin
| Nazwa parku | Lokalizacja | Powierzchnia | Rok założenia | Charakterystyka |
| ----------- | ----------- | ------------ | ------------- | --------------- |
|             |             |              |               |                 |

### Wyoming
| Nazwa parku | Lokalizacja | Powierzchnia | Rok założenia | Charakterystyka |
| ----------- | ----------- | ------------ | ------------- | --------------- |
|             |             |              |               |                 |